# Provincia Africa
Acest articol este despre o provincie romană din Africa. Pentru alte sensuri, vedeți Africa și Africa (dezambiguizare).

Provincia romană Africa pe harta Imperiului Roman

Africa a fost în antichitate numele continentului african, dar și numele unei provincii romane din nordul continentului (constituită în anul 146 î.C., după al Treilea Război Punic. Cuprindea nordul Tunisiei de astăzi, nord-estul Algeriei și coasta mediteraneană din vestul Libia, de-a lungul Syrtis Minor (Golful Gabès). Capitala provinciei era Cartagina (Tunisia). Mai târziu arabii au denumit zona Ifriqiya.

## Istorie
Pe teritoriul provinciei Africa se afla orașul antic Cartagina. Alte orașe mari din regiune erau Hadrumetum (azi Sousse, Tunisia), capitala provinciei Byzacena, Hippo Regius (azi Annaba, Algeria). 

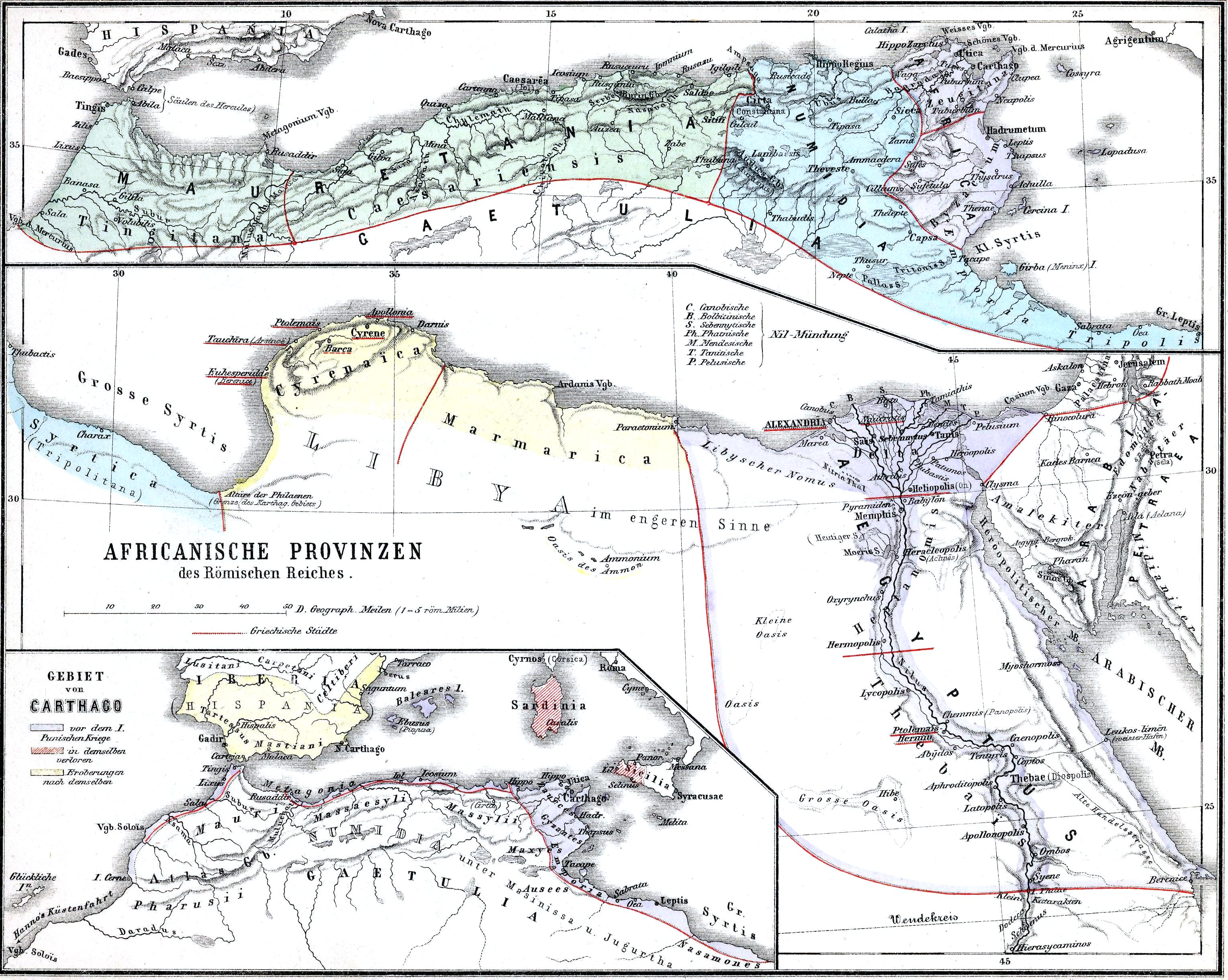
Nordul Africii sub stăpânire romană

Provincia a fost creată către Republica romană în 146 î.Hr., după al treilea război punic. Roma a stabilit prima sa colonie din Africa, Africa Proconsularis sau Africa Vetus (Vechea Africa), guvernată de un proconsul, în partea cea mai fertilă a fostului teritoriu cartaginez. Utica a devenit capitală administrativă. Restul teritoriului a fost lăsat sub conducerea regelui numidian aliat Massinissa. În acest moment, politica romană în Africa era doar să prevină apariția unei nou dușman puternic dincolo de Sicilia. În 118 î.Hr., prințul numidian Jugurtha a încercat să reunifice regatele mai mici din zonă. Cu toate acestea, la moartea sa, o mare parte din teritoriul stăpânit de Jugurtha a fost pus sub controlul regelui Bocchus și, în acel moment, romanizarea Africii era adânc înrădăcinată. În 27 î.Hr., când Republica a fost transformată într-un imperiu, în provincia Africa a început ocupația imperială romană.
Mai multe reforme politice și provinciale au fost date de către Augustus și mai târziu de către Caligula, dar Claudius a finalizat transformarea diviziunilor teritoriale într-o provincie romană oficială. Africa a fost o provincie senatorială. În urma reformelor administrative ale lui Dioclețian, provincia a fost împărțită în Africa Zeugitana (care a păstrat numele de Africa Proconsularis pentru că în continuare era guvernată de către un proconsul) în nord și Africa Byzacena în sud, ambele aparținând de Dioceza Africae.
Regiunea a rămas o parte a Imperiului Roman până în secolul al V-lea, când au început marile migrații germanice. Vandalii au trecut în Africa de Nord din Spania în 429 și au ocupat zona în 439 formând un regat, care mai cuprindea Sicilia, Corsica, Sardinia și Insulele Baleare. Vandalii au controlat țara ca o elită razboinică, ducând o politică de separare strictă și de suprimare a populației locale Romano-africane. Ei au persecutat și pe credincioșii catolici, deoarece vandalii adoptaseră erezia ariană (doctrinele preotului Arie din Egipt care susțineau că Iisus Cristos nu are caracter divin, fiind o ființă creată). În 476, când Imperiul Roman s-a prăbușit, provincia a devenit o rămășiță a Imperiului. Spre sfârșitul secolului al cincilea, statul vandalilor a căzut în declin, maurii și alte triburi de berberi din deșert ocupând cele mai multe dintre teritorii.

## Guvernatori cunoscuți

### În perioada Republicii
- P. Cornelius Scipio Africanus Aemilianus (146 î.Hr.)
- L. Calpurnius Bestia (111 î.Hr.)
- Sp. Postumius Albinus (110–109 î.Hr.)
- Q. Caecilius Metellus Numidicus (109–107 î.Hr.)
- C. Marius (107–105 î.Hr.)
- L. Cornelius Sulla (105 î.Hr.)
- P. Sextilius (88–87 î.Hr.)
- Q. Caecilius Metellus Pius (86–84 î.Hr.)
- C. Fabius Hadrianus (84—82 î.Hr.)
- Gn. Pompeius Magnus (82–79 î.Hr.)
- L. Licinius Lucullus (77–76/75 î.Hr.)
- A. Manlius Torquatus (69 î.Hr. sau mai devreme)
- L. Sergius Catilina (67–66 î.Hr.)
- Q. Pompeius Rufus (62–60/59 î.Hr.)
- T. Vettius, cognomen posibil Sabinus (58–57 î.Hr.)
- Q. Valerius Orca (56 î.Hr.)
- P. Attius Varus (52 î.Hr. sau mai devreme)
- C. Considius Longus (51–50 î.Hr.)
- L. Aelius Tubero (49 î.Hr.)
- P. Attius Varus (48 î.Hr.)
- Q. Caecilius Metellus Pius Scipio Nasica (47 î.Hr.)
- M. Porcius Cato
- C. Caninius Rebilus (46 î.Hr.)
- C. Calvisius Sabinus (45– începutul anului 44 î.Hr.)
- C. Sallustius Crispus (45 î.Hr., Africa Nova]])
- Q. Cornificius (44–42 î.Hr., Africa Vetus)
- T. Sextius (44–40 î.Hr., Africa Nova)
- C. Fuficius Fango (41 î.Hr.)
- T. Statilius Taurus (35 î.Hr.)
- L. Cornificius (34–32 î.Hr.)

### Epoca Imperială

#### Principate

##### Domnia luiAugustus
- Gaius Aelius Gallus (26-24 î.Hr.)
- Lucius Aelius Lamia
- Publius Quinctilius Varus aprox (9/8-4 î.Hr.)

##### Domnia luiTiberius
- Lucius Nonius Asprenas
- Marcus Furius Camillus
- Lucius Apronius
- Quintus Junius Blaesus
- Publius Cornelius Dolabella

##### Domnia luiClaudius
- Titus Statilius Taurus IV (51-53)
- Curtius Rufus

#### Imperiul Roman târziu
Guvernatorii sunt numiți direct de împărați, fără aprobarea Senatului Roman. 
- Iulianus, posibil Amnius Anicius Julianus (cca. 302)
- Petronius Probianus (315-317)
- Aconius Catullinus (317-318)
- Fabius Aconius Catullinus Philomathius (vicarius, 338-339)
- Anicius Probinus (396-397)
- Gabinius Barbarus Pompeianus (400-401)
- Aurelius Anicius Symmachus (415)